# Saint-Hilaire, Puy-de-Dôme
 Saint-Hilaire  là một xã ở tỉnh Puy-de-Dôme trong vùng Auvergne-Rhône-Alpes, Pháp. Xã này có diện tích 17,63 km², dân số năm 2006 là 199 người. Khu vực này có độ cao 565 mét trên mực nước biển.